# 334

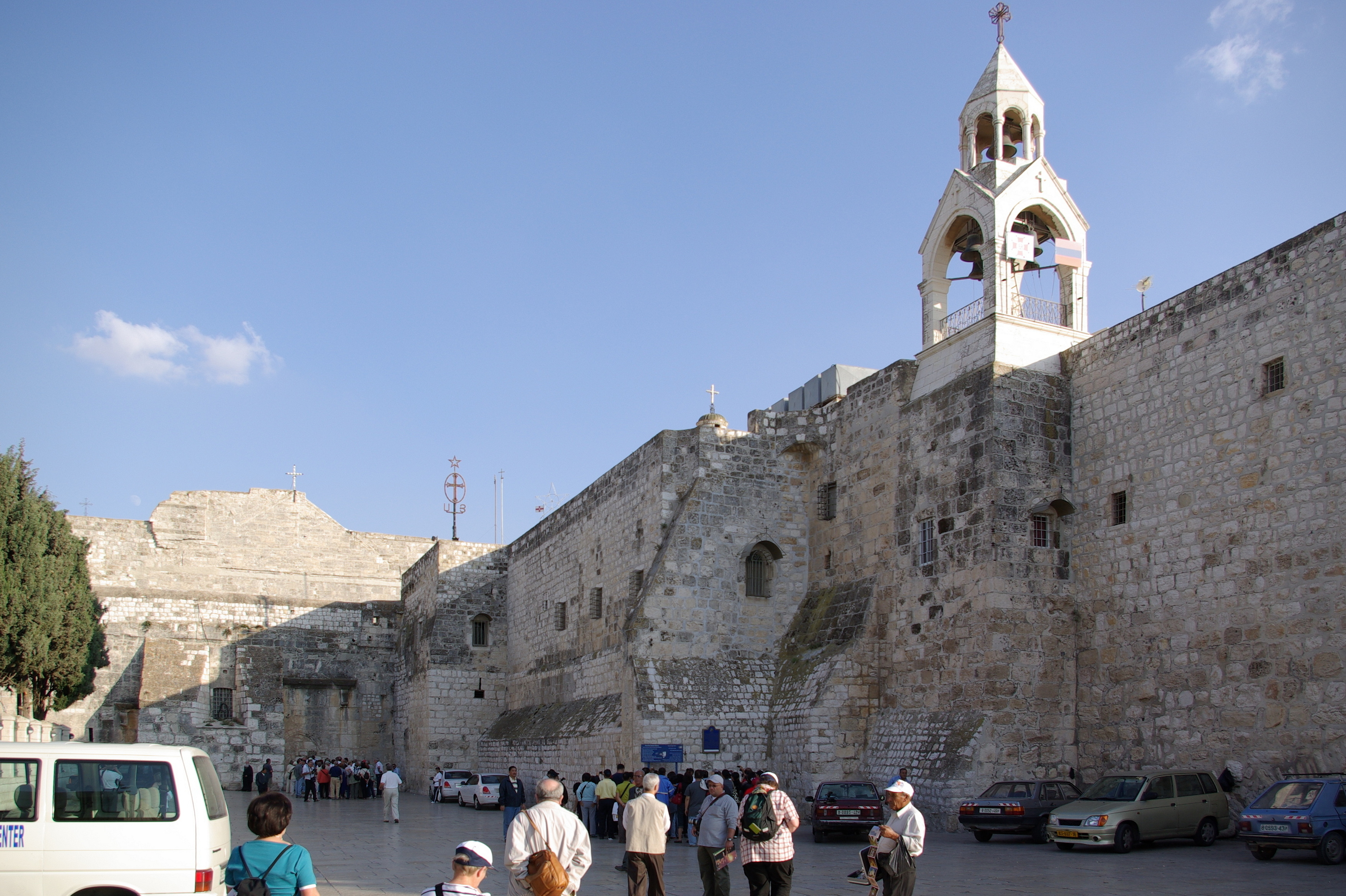
De Geboortekerk in Bethlehem

Het jaar 334 is het 34e jaar in de 4e eeuw volgens de christelijke jaartelling.

## Gebeurtenissen

### Balkan
- Keizer Constantijn de Grote verslaat de Sarmaten en de Quadi aan de Donau. Hij sluit een vredesverdrag en versterkt de rijksgrens met forten.

### Parthië
- Langs de Zijderoute wordt in de stad Merv (huidige Turkmenistan) de eerste bisschop ingewijd.

### Palestina
- Athanasius van Alexandrië wordt door aanhangers van Eusebius uitgenodigd op een conferentie in Caesarea, maar verschijnt niet.
- In Bethlehem wordt op de Westelijke Jordaanoever de Geboortekerk voltooid.

### Klein-Azië
- Flavius Dalmatius verslaat op Cyprus tegenkeizer Calocaerus. Hij wordt naar Tarsus (huidige Turkije) gebracht en geëxecuteerd.
- Constantijn I vaardigt een wetsvoorstel uit over de voogdij van weduwen en wezen.

## Geboren
- Siricius, paus van de Katholieke Kerk (waarschijnlijke datum)
- Virius Nicomachus Flavianus, Romeins consul en schrijver (overleden 394)

## Overleden
- Calocaerus, Romeins usurpator